# Rayman (série de jeux vidéo)
 (mars 2019).
Si vous disposez d'ouvrages ou d'articles de référence ou si vous connaissez des sites web de qualité traitant du thème abordé ici, merci de compléter l'article en donnant les références utiles à sa vérifiabilité et en les liant à la section « Notes et références ».
Rayman est une série de jeux vidéo d'action-plates-formes produite par l'entreprise française Ubisoft et initiée par Michel Ancel.
Le premier est sortie en 1995 Rayman, suivi de Rayman 2: The Great Escape en 1999 et Rayman 3: Hoodlum Havoc en 2003. Après une interruption due au développement de la série dérivée des Lapins crétins, la série principale revient avec Rayman Origins en 2011 et Rayman Legends en 2013.

## Historique
Depuis 1995 et la sortie du premier opus, la franchise Rayman fait connaitre à Ubisoft un énorme succès, ainsi Rayman 2: The Great Escape et Rayman 3: Hoodlum Havoc voient le jour quelques années plus tard.
Parallèlement à ces titres qui forment la série principale de la franchise, d'autres jeux à caractère éducatifs ou multijoueurs sont sortis.
En 2006, Ubisoft lance un spin-off nommé Rayman contre les lapins crétins, se composant de jeux opposant Rayman à des Lapins au caractère démoniaque et bête. Au fil des épisodes, le personnage de Rayman est de moins en moins présent ce qui laisse entendre que la série se détache de plus en plus de l'univers du héros. Cette tendance se confirme avec The Lapins Crétins : La Grosse Aventure, un jeu d'aventure mettant exclusivement en scène les lapins crétins.
Après quelques années d'apartés avec la série des Lapins Crétins, Ubisoft annonce lors de l'E3 2010, le retour de Rayman dans une toute nouvelle aventure, Rayman Origins.
Michel Ancel a profité du Montpellier In Game pour s'exprimer sur Rayman Origins et a clairement laissé entendre que Rayman reviendrait également dans des jeux 3D. Après la sortie de Rayman Legends, un jeu Rayman en 3D était en développement, mais il a été annulé à la suite des ventes décevantes de Rayman Legends.

## Liste de jeux

### Série principale
- 1995 : Rayman
- 1999 : Rayman 2: The Great Escape
- 2003 : Rayman 3: Hoodlum Havoc
- 2011 : Rayman Origins
- 2013 : Rayman Legends

### Jeux dérivés

#### Divers
- Rayman M (2001), appelé Rayman Arena dans certains pays et Rayman Rush pour la version PlayStation, jeu de course
- Rayman Garden (2002), jeu de puzzle sur téléphones mobiles[2]
- Rayman Golf (2002), jeu de golf sur téléphones mobiles
- Rayman Bowling (2002), jeu de bowling sur téléphones mobiles
- Rayman : La Revanche des Hoodlums (Rayman Hooldums Revenge) (2005), jeu dérivé du troisième épisode sur Game Boy Advance
- Rayman Kart (2007), jeu de course sur téléphones mobiles[3]
- Rayman: Jungle Run (2012), jeu de plate-formes sur smartphones et tablettes
- Rayman: Fiesta Run (2013), jeu de plate-formes sur smartphones et tablettes
- Rayman Adventures (2015), jeu de plate-formes sur smartphones et tablettes
- Rayman Mini (2019), jeu de plate-formes sur IOS

#### Jeux éducatifs
Plusieurs logiciels ludo-éducatifs ont été créés autour de Rayman. La gamme est composée de plusieurs logiciels :
- d'une part des jeux de plates-formes dérivés du gameplay du jeu Rayman original et réédités sous le nom Rayman : Jeu d'action pour réviser en 1999, à savoir :
  - les différents Rayman Junior (Calcul et lecture ; CP, CE1 ou CE2), 1996
  - ceux pour les langues (anglais, allemand et espagnol), 1997 ;
- d'autre part des jeux interactifs, à savoir :
  - Rayman Éveil, 1997
  - Les Dictées de Rayman (CE2, CM1, CM2 ou 6e), 1998, réédités sous le nom Rayman Accompagnement scolaire - Dictées l'année suivante
  - deux jeux Accompagnement scolaire - Calcul et lecture : l'un pour Maternelle (« 4-6 ans ») et l'autre pour CP, 1999
  - Rayman Premiers Clics pour Crèche et Maternelle (« 2-4 ans »), 2000.
  - Rayman Jeu d'action pour réviser[5]

Certains de ces jeux portent différents titres selon les éditions.

#### Lapins Crétins
Les épisodes de Rayman contre les lapins crétins sont trois jeux dans lesquels des lapins tentent d'envahir l'univers (d'abord le monde de Rayman dans le premier opus, la Terre dans le deuxième et la télévision de Rayman dans le troisième). Ils ont la particularité d'être des party games et non des jeux de plateformes, contrairement au reste de la série.
Les Lapins crétins sont devenus très populaires sur Internet dès la sortie du premier opus en raison de leur caractère très particulier. Ils ont d'ailleurs reçu le prix 2006 du meilleur design répertorié sur le site IGN. Ils ne sont plus liés à l'univers de Rayman depuis The Lapins Crétins : La Grosse Aventure.
- Rayman contre les lapins crétins (Rayman Raving Rabbids) (2006) : premier opus de la série des party games Lapins Crétins, Rayman se fait capturer par des lapins démoniaques avec les bébés Globox. Il se retrouve dans une arène où il doit participer à un défi avant de vaincre le leader des lapins, Serguei, la brute aux yeux rouges.
- Rayman contre les lapins encore plus crétins (Rayman Raving Rabbids 2) (2007)
- Rayman Prod' présente : The Lapins Crétins Show (Rayman Raving Rabbids Tv Party) (2008)
- The Lapins Crétins : La Grosse aventure (Rabbids Go Home) (2009)
- Labo Lapins Crétins (2009)
- The Lapins Crétins : La Grosse Appli (2009)
- The Lapins Crétins : Retour vers le passé (Raving Rabbids Travel in Time) (2010)
- The Lapins Crétins 3D (2011)
- The Lapins Crétins partent en live (2011)
- The Lapins Crétins Land
- The Lapins Crétins : La Très Grosse Appli (2012)
- The Lapins Crétins : La Grosse Bagarre (2012)
- The Lapins Crétins : Big Bang (2013)
- Les Lapins Crétins Invasion : La Série Télé Interactive (2014)
- Virtual Lapins Crétins : The Big Plan (2017)
- Mario + The Lapins Crétins: Kingdom Battle (2017) : Jeu de tactique au tour par tour dans lequel les Lapins Crétins doivent faire équipe avec les personnages de la série Super Mario pour libérer le Royaume Champignon du joug de la superfusion.
- The Lapins Crétins: Party of Legends (2022)
- Mario + The Lapins Crétins: Sparks of Hope (2022)

### Jeux annulés
(mai 2022).
- Rayman (prototype, Super Nintendo) : Il s'agit d'un prototype de Rayman pour la Super Nintendo, avant que Michel Ancel décide de passer sur les consoles de génération suivante, pour éviter les limitations techniques du support cartouche[7].
- Rayman 2 (prototype, PlayStation) : Avant que Rayman 2 soit un jeu entièrement en 3D, il fut conçu sur le même moteur que l'épisode précédent et était très similaire, avec cependant plusieurs ajouts de gameplay. Le jeu était dans un état relativement avancé, mais à la suite d'un aperçu sur le jeu Crash Bandicoot durant l'E3 1996, le développement fut repris de zéro afin de profiter au mieux des possibilités qu'offraient la 3D[8].
- Rayman 2000 : Après la sortie de Rayman 2, un nouveau jeu portant le nom de code Rayman 2000 fut mis en chantier. Annulés pour des raisons inconnues, seuls quelques concepts arts ont été dévoilés[9].
- Rayman Adventures : Très peu d'informations sont connues sur ce jeu, il existe seulement une bande-annonce qui devait à l'origine être diffusée courant 2000, montrant un style graphique identique à Rayman 2. Le titre sera réutilisé pour le jeu Rayman Adventures sorti en 2015 sur smartphones et tablettes[10].
- Rayman 4 (prototypes) : Suite de Rayman 3 toujours attendue par les fans, ce jeu eut droit à 4 prototypes mais annulés à chaque reprise. D'abord en 2005, cela devait être un reboot de la franchise où Rayman pouvait explorer en 3D les mondes du 1er jeu, et également des environnements inédits. Développé par Phoenix Studio, le projet avorta après quatre mois de développement. Un autre projet en 2006 fut lancé, celui de Rayman contre les lapins crétins qui devait à l'origine être un jeu d'aventure, en mondes semi-ouverts. D'abord prévu sur PlayStation 2, il fut annoncé sur Wii après qu'Ubisoft décida d'en faire un jeu de lancement. Prévu à la fin de l'année 2006, le jeu devint un party-game afin de sortir à la date prévue. L'équipe estimant que la façon de jouer de la Wii correspondait plus à des mini-jeux, mais aussi que le projet d'origine aurait nécessité plus de temps de développement. Un 3e prototype est créé en 2007, le jeu devait proposer un gameplay unique le démarquant des autres opus Rayman. Lorsqu'Ubisoft Montpellier a terminé le moteur UbiArt Framework, il a été décidé de s'en servir pour faire un nouveau jeu Rayman en 2D, ce qui a mis fin au troisième projet de Rayman 4. Enfin en 2013, un 4e projet est mis en chantier mais annulé après un mois à cause du nombre de ventes décevant de Rayman Legends. Le jeu aurait dû être un monde ouvert où le joueur avait la possibilité d'effectuer plusieurs actions[11].
- Rayman Éducation (Nintendo DS) : Jeu éducatif se déroulant dans l'univers de Rayman, il fut annulé pour des raisons inconnues. Quelques concepts arts ont dévoilé l'existence de ce jeu[12].

### Autres apparitions
- Brawlhalla : Rayman y est un personnage jouable, et Globox et Barbara des skins d'autres personnages
- Super Smash Bros. for Wii U : Rayman, Globox et Barbara apparaissent en tant que trophée à collectionner
- Super Smash Bros. Ultimate : Rayman apparaît en tant qu'esprit
- Mario + The Lapins Crétins: Sparks of Hope : Rayman est prévu pour apparaître comme personnage jouable en tant que DLC.

## Dessin animé
La série d'animation 3D Rayman a été diffusée en 2000 Elle se compose de 4 épisodes.